# آخرین اتوبوس
آخرین اتوبوس (به انگلیسی: The Last Bus) یک فیلم درام بریتانیایی محصول سال ۲۰۲۱ به کارگردانی گیلیز مک‌کینون است. در این فیلم تیموتی اسپال نقش یک پیرمرد را بازی می‌کند که در طول انگلستان سفر می‌کند تا خاکستر همسر فقیدش را پراکنده کند. این فیلم در ۲۷ اوت ۲۰۲۱ در بریتانیا منتشر شد.

## داستان
تام پس از مرگ همسرش، از جان اوگروتز در اسکاتلند به لندز اند در کورن‌وال، انگلستان با استفاده از کارت اتوبوس رایگان خود در اتوبوس‌های محلی سفر می‌کند تا به جایی که او و همسرش بزرگ شده‌اند بازگردد. که خاکستر او را پراکنده کند.